# Ireneusz Bogajewicz
Ireneusz Bogajewicz (ur. 3 marca 1921 w Pniewach, zm. 18 kwietnia 2012 w Montrealu) – polski muzyk, wirtuoz skrzypiec. Ojciec reżysera Jerzego Bogajewicza

## Życiorys
Absolwent Akademii Muzycznej w Poznaniu.
Grał na skrzypcach w Orkiestrze Polskiego Radia w Poznaniu i w Poznańskim Kwartecie Smyczkowym. Od 1947 roku był muzykiem Filharmonii w Poznaniu. W 1950 roku założył Kwartet Rytmiczny Polskiego Radia w Poznaniu, z którym prezentował się w cotygodniowych audycjach radiowych na fali ogólnopolskiej.
Od 1956 roku mieszkał na stałe w Warszawie, gdzie był członkiem Filharmonii Narodowej i solistą zespołu Warszawskie Smyczki. W 1958 roku wraz z kontrabasistą Zdzisławem Marczyńskim założył jedyny w swoim rodzaju duet: skrzypiec i kontrabasu.
W 1965 roku wyjechał na kontrakt do Kanady. Zamieszkał w Montrealu. Początkowo występował w zespole rosyjskiego klubu Trojka. W latach 1965–1967 był skrzypkiem Montrealskiej Orkiestry Symfonicznej.
W 1967 roku powrócił na kilka lat do Polski i został koncertmistrzem w Operze Narodowej w Warszawie. W 1970 roku wyemigrował do Kanady. W latach 1970–1985 związany z Montrealską Orkiestrą Symfoniczną oraz z Orkiestrą Kameralną McGill w Montrealu.
W Kanadzie założył zespół muzyki historycznej, Kwartet Cygański, z którym odbywał koncerty dydaktyczne w szkołach i na uniwersytetach. Wystąpił jako aktor drugoplanowy w dwóch filmach fabularnych Anna (1987) i Purpurowe skrzypce (1998).

## Filmografia
- 1987 Anna
- 1998 Purpurowe skrzypce jako Ruselsky